# Grève des enfants à Hodimont
La grève des enfants de Hodimont s'est déroulée le 22 novembre 1868 à Hodimont, dans la région belge de Verviers. Plusieurs enfants dits « rattacheurs », travaillant dans sous les machines à tisser des filatures, manifestent dans les rues de la ville pour réclamer de ne travailler qu'entre 6 h du matin et 19 h, au lieu d'effectuer des journées qui s'étendent de 5 h du matin à 22 h. Ils sont quelques dizaines à défiler dans les rues filles et garçons, accompagnés de pancartes.